# Динамометрія
Динамометрія (рос. динамометрия; англ. dynamometry; нім. Dynamometrie f) – вимірювання величини сили за допомогою динамометра. Операція записування динамограми.

## Динамограма
Динамограма являє собою графік зміни навантаження.

### Приклади
ДИНАМОГРАМА У НАФТОВИДОБУВАННІ – графік зміни навантаження в точці підвісу штанг насосних (на гирловий шток) у залежності від їх переміщення при штангово-насосній експлуатації нафтових свердловин. Теоретична динамограма нормальної роботи насоса має форму паралелограма. За відхиленням фактичної (практичної) динамограми від теоретичної виявляють дефекти в роботі глибинного насосного устаткування (попадання газу в насос, витікання в нагнітальному або у всмоктувальному клапані, заклинювання плунжера насоса в циліндрі і інш.), визначають вагу рідини, штанг, силу тертя, пружну деформацію штанг і насосно-компресорних труб. Реєструється динамограма переносним динамографом чи дистанційною телединамометричною системою диспетчерського контролю (телединамограма). 

## Динамометрування
Динамометрування включає інтерпретацію за динамограмою причин, що викликали зниження чи припинення подавання насоса, призначення необхідного виду ремонту, а також перевірку якості його проведення. Проводиться за встановленим графіком і у випадках порушення режиму роботи свердловини. Знаходить застосування дистанційне динамометрування з передачею показів давачів на диспетчерський пункт.